# Teinosuke Kinugasa
Teinosuke Kinugasa (衣笠 貞之助, Kinugasa Teinosuke) (1 de enero de 1896 - 26 de febrero de 1982) fue un actor y director de cine japonés. Nació en Kameyama, en la Prefectura de Mie, y murió en Kioto en 1982. Kinugasa ganó la Palma de oro del Festival de Cannes por Jigokumon (La puerta del infierno)
Kinugasa se encuentra entre los pioneros del cine japonés, si bien comenzó su carrera como actor especializado en papeles femeninos (onnagata) en el estudio NIkkatsu. Cuando empezaron a actuar mujeres en el cine nipón, se pasó a la dirección, trabajando para productores como Shozo Makino, antes de pasar a la producción independiente. Fue bajo este sistema como rodó su película más conocida: Kurutta Ippēji (Una página de locura) en 1926. Este film se perdió durante 45 años, hasta que el mismo Kinugasa descubrió una copia en un cobertizo de su propia casa en 1971. A partir de esta cinta se exhibió una nueva versión recortada, sin intertítulos y con nueva banda sonora se estrenó entonces, con gran éxito. También fue el director de la aclamada Jujiro (Encrucijada) en 1928, una película de época de tintes expresionistas. Más tarde entraría en nómina de los estudios Sochiku, para quien realizó numerosos jidaigeki, o películas históricas, en las que trabajó habitualmente el famoso actor Kazuo Hasegawa. Tras la Segunda Guerra Mundial realizó superproducciones para los estudios Daiei.
Murió el 26 de febrero de 1982, a la edad de 86 años.

## Filmografía
- 1925: Tsukigata Hanpeita
- 1926: Kurutta ippêji (Una página de locura)
- 1928: Jujiro (encrucijada)
- 1935: la venganza de Un Actor (雪之丞変化, Yukinojō henge) un.k.Un. La Venganza de Yukinojo
- 1946: Aru yo no Tonosama
- 1952: Dedicación del Gran Buda
- 1953: Puerta de Infierno (Jigokumon)
- 1955: El Idilio de Yushima (婦系図 湯島の白梅, Onna Keizu Yushima ningún Shiraume) aka El Mar Blanco de Yushima
- 1956: Tsukigata Hanpeita: Hana ningún maki; Arashi ningún maki
- 1957: Un Cuento Fantástico de Naruto
- 1957: Bara ikutabika)
- 1957: Barco Flotante
- 1958: Shiragasi
- 1958: Sinfonía de Amor (春高楼の花の宴)
- 1963: El Mago de Bronce (Yoso)

## Premios y distinciones
Premios Óscar
| Año  | Categoría                          | Película               | Resultado |
| ---- | ---------------------------------- | ---------------------- | --------- |
| 1955 | Mejor película de habla no inglesa | La puerta del infierno | Ganador   |

Festival Internacional de Cine de Cannes
| Año  | Categoría        | Película               | Resultado |
| ---- | ---------------- | ---------------------- | --------- |
| 1954 | Gran Premio      | La puerta del infierno | Ganador   |
| 1959 | Mención especial | Shirasagi              | Ganador   |